# 李慧义
李慧义（1968年11月—），男，汉族，山西汾阳人，中华人民共和国政治人物。现任吕梁市政协副主席，吕梁市民政局局长，民建山西省委副主委。第十四届全国人大代表。